# Hypercompe trebula
Hypercompe trebula là một loài bướm đêm thuộc phân họ Arctiinae, họ Erebidae.